# Пошта Чаду
Пошта Чаду (фр. Société tchadienne des postes et de l'épargne) — національний оператор поштового зв'язку Чаду зі штаб-квартирою у Нджамені. Є державним підприємством та підпорядковується уряду Чаду. Член Всесвітнього поштового союзу.